# Chính phủ Liên hiệp Quốc dân Việt Nam Dân chủ Cộng hòa
Chính phủ Liên hiệp Quốc dân được thành lập ngày 3 tháng 11 năm 1946 tại kỳ họp thứ hai Quốc hội khóa I, nhằm thay thế cho Chính phủ Liên hiệp Kháng chiến. Chính phủ do Chủ tịch Hồ Chí Minh lập ra, theo nguyên tắc đoàn kết và tập hợp nhân tài không phân biệt Đảng phái, đã ra mắt Quốc hội ngày 3/11/1946.

## Thành lập
Ngày 3 tháng 11 năm 1946 Chính phủ Liên hiệp Quốc dân nhiều thành phần được thành lập thay cho Chính phủ Liên hiệp Kháng chiến nhằm đáp ứng tình hình mới.

## Thành viên
| Thứ tự | Chức vụ                            | Tên                                                                                   | Ảnh | Đảng phái                 |
| ------ | ---------------------------------- | ------------------------------------------------------------------------------------- | --- | ------------------------- |
| 1      | Chủ tịch Bộ trưởng Bộ Ngoại giao   | Hồ Chí Minh                                                                           |     | Việt Minh                 |
| 2      | Bộ trưởng Bộ Nội vụ                | Huỳnh Thúc Kháng                                                                      |     | không Đảng phái           |
| 3      | Bộ trưởng Bộ Quốc phòng            | Võ Nguyên Giáp                                                                        |     | Việt Minh                 |
| 4      | Bộ trưởng Bộ Giáo dục              | Nguyễn Văn Huyên                                                                      |     | Xã hội                    |
| 5      | Bộ trưởng Bộ Tài chính             | Lê Văn Hiến                                                                           |     | Việt Minh                 |
| 6      | Bộ trưởng Bộ Giao thông công chính | Trần Đăng Khoa                                                                        |     | Dân chủ                   |
| 7      | Bộ trưởng Bộ Y tế                  | Hoàng Tích Trý                                                                        |     | không Đảng phái           |
| 8      | Bộ trưởng Bộ Lao động              | Nguyễn Văn Tạo                                                                        |     | không Đảng phái           |
| 9      | Bộ trưởng Bộ Tư pháp               | Vũ Đình Hòe                                                                           |     | Dân chủ                   |
| 10     | Bộ trưởng Bộ Canh nông             | Ngô Tấn Nhơn                                                                          |     | không Đảng phái           |
| 11     | Bộ trưởng Bộ Cứu tế                | Chu Bá Phượng                                                                         |     | Việt Quốc                 |
| 12     | Bộ trưởng Bộ Kinh tế               | một vị ở Nam Bộ (chưa bổ nhiệm cụ thể) Ngô Tấn Nhơn của Bộ Canh nông đảm nhận vai trò |     |                           |
| 13     | Bộ trưởng không bộ                 | Nguyễn Văn Tố                                                                         |     | không Đảng phái           |
| 14     | Bộ trưởng không bộ                 | Bồ Xuân Luật (1946-1947) Đặng Văn Hướng (1947-1953)                                   |     | Việt Cách không đảng phái |

## Mở rộng
Chính phủ Liên hiệp Quốc dân tiếp tục mở rộng, thay đổi nhân sự và được bổ sung cho đến năm 1955. Các Bộ mới được thành lập: Bộ Thương binh–Cựu binh, Bộ Công thương, Ngân hàng Quốc gia Việt Nam, Thứ Bộ Công an, Bộ Công an, Bộ Tuyên truyền. Các Bộ Cứu tế giải thể năm 1947, Bộ Kinh tế đổi tên năm 1951. Điều chỉnh các Bộ như sau:
- Chức vụ Phó Thủ tướng ban đầu bỏ trống. Ngày 25 tháng 7 năm 1949, Chủ tịch Hồ Chí Minh ký sắc lệnh bổ nhiệm nguyên Bộ trưởng Bộ Tài chính trong Chính phủ Cách mạng lâm thời, đương nhiệm Thứ trưởng Bộ Kinh tế Phạm Văn Đồng (thuộc Mặt trận Việt Minh) vào cương vị Phó Thủ tướng.
- Bộ Nội vụ do Bộ trưởng Huỳnh Thúc Kháng tiếp tục đảm nhiệm đến khi mất ngày 21 tháng 4 năm 1947 ở Quảng Ngãi. Thứ trưởng Hoàng Hữu Nam (thuộc Việt Minh) cũng mất đột ngột (do chết đuối) tại bến Bình Ca ngày 24 tháng 4. Chính phủ phải bổ nhiệm Trần Duy Hưng, nguyên Chủ tịch Hà Nội làm Thứ trưởng. Đến tháng 11 năm 1947, Phan Kế Toại được bổ nhiệm làm Quyền Bộ trưởng Bộ Nội vụ.
- Bộ Ngoại giao do Chủ tịch Hồ Chí Minh kiêm chức Bộ trưởng đến năm 1947 thì chuyển giao cho Thứ trưởng Hoàng Minh Giám đảm nhiệm. Tháng 4 năm 1954, do yêu cầu đàm phán tại Hội nghị Genève, Phó Thủ tướng Phạm Văn Đồng được bổ nhiệm làm Bộ trưởng Bộ Ngoại giao.
- Bộ Quốc phòng do Võ Nguyên Giáp giữ chức Bộ trưởng. Năm 1947, Thứ trưởng Tạ Quang Bửu trở thành Bộ trưởng. Năm 1948, Võ Nguyên Giáp trở lại đảm nhiệm Bộ trưởng Bộ Quốc phòng, Tạ Quang Bửu tiếp tục đảm nhiệm Thứ trưởng, đi tham dự Hội nghị Genève vào năm 1954.
- Bộ Kinh tế ban đầu để ghế Bộ trưởng cho một vị ở Nam Bộ (chưa bổ nhiệm cụ thể). Hoạt động của Bộ do Bộ trưởng Bộ Canh nông Ngô Tấn Nhơn đảm nhiệm đến 1947.[1] Tháng 7 năm 1947, nguyên Bộ trưởng Bộ Quốc phòng Phan Anh thuộc Đảng Xã hội Việt Nam đảm nhiệm Bộ trưởng Bộ Kinh tế (từ năm 1951 Bộ Kinh tế đổi thành Bộ Công thương, vẫn do Bộ trưởng Phan Anh đảm nhiệm). Thứ trưởng Bộ là Phạm Văn Đồng, sau chuyển sang giữ chức Phó Thủ tướng năm 1949. Thứ trưởng Bộ Canh nông Cù Huy Cận chuyển sang giữ chức Thứ trưởng.[2]
- Bộ Tư pháp do nguyên Bộ trưởng Bộ Quốc gia Giáo dục Vũ Đình Hòe đảm nhiệm. Thứ trưởng là Trần Công Tường thuộc Đảng Dân chủ Việt Nam.
- Bộ Tài chính do nguyên Bộ trưởng Bộ Lao động Lê Văn Hiến đảm nhiệm. Thứ trưởng là Trịnh Văn Bính.
- Bộ Giáo dục do Nguyễn Văn Huyên (Đảng Xã hội Việt Nam) làm Bộ trưởng. Nguyễn Khánh Toàn giữ chức Thứ trưởng.
- Bộ Canh Nông do Ngô Tấn Nhơn đảm nhiệm Bộ trưởng. Tuy nhiên do phải phụ trách Bộ Kinh tế nên thực tế Bộ được điều hành bởi Thứ trưởng Cù Huy Cận đến năm 1947, sau đó là Thứ trưởng Nghiêm Xuân Yêm từ 1947 đến 1951. Năm 1954, Thứ trưởng Nghiêm Xuân Yêm trở thành Bộ trưởng Bộ Canh nông. Sang năm 1955, Bộ Canh nông đổi tên thành Bộ Nông lâm vẫn do Nghiêm Xuân Yêm đảm nhiệm Bộ trưởng.[3]
- Bộ Giao thông do Trần Đăng Khoa giữ chức Bộ trưởng. Thứ trưởng do Đặng Phúc Thông đảm nhiệm đến khi qua đời năm 1951.
- Bộ Lao động do Nguyễn Văn Tạo đảm nhiệm chức Bộ trưởng. Không có Thứ trưởng.
- Bộ Y tế do Hoàng Tích Trí đảm nhiệm chức Bộ trưởng. Ngày 19 tháng 11 năm 1946, bác sĩ Nguyễn Kinh Chi, Giám đốc Nha Y tế Trung Bộ được bổ nhiệm làm Thứ trưởng[4]. Năm 1947, bác sĩ Tôn Thất Tùng được bổ nhiệm làm Thứ trưởng.[5]
- Bộ Cứu tế do Chu Bá Phượng (thuộc Việt Quốc) đảm nhiệm chức vụ Bộ trưởng. Bộ giải thể năm 1947, thành lập Bộ Thương binh-Cựu binh.
- Trong các Bộ trưởng không Bộ, Bộ trưởng Nguyễn Văn Tố, hy sinh ngày 7 tháng 10 năm 1947 do quân Pháp bắn trong Chiến dịch Việt Bắc; các Bộ trưởng Bồ Xuân Luật và Đặng Văn Hướng tiếp tục giữ công tác.
- Bộ Thương binh–Cựu binh thành lập năm 1947 do bác sĩ Vũ Đình Tụng đảm nhiệm chức vụ Bộ trưởng.
- Ngân hàng Quốc gia Việt Nam thành lập tháng 5 năm 1951 do Nguyễn Lương Bằng đảm nhiệm Tổng Giám đốc. Năm 1952, chức vụ Tổng giám đốc chuyển giao cho Lê Viết Lượng.
- Thứ Bộ Công an thành lập tháng 2 năm 1953, do Trần Quốc Hoàn giữ chức Thứ trưởng. Đến tháng 8 năm 1954 thành Bộ Công an.
- Bộ Tuyên truyền thành lập tháng 8 năm 1954 do nguyên Bộ trưởng Bộ Ngoại giao Hoàng Minh Giám đảm nhiệm Bộ trưởng. Tố Hữu giữ chức Thứ trưởng.

## Hoạt động
Sau ngày Toàn quốc Kháng chiến, Chủ tịch Chính phủ Hồ Chí Minh đã ký Sắc lệnh số 05 ngày 31/12/1946 đặt ra Ủy ban Trung ương Tản cư và Di cư cùng với các Ủy ban Tản cư và Di cư cấp tỉnh, phủ, huyện, làng. Ngày 22/1/1947 thành lập Ủy ban Trung ương Tản cư và Di cư gồm:
- Bùi Bằng Đoàn, Chủ tịch
- Nguyễn Văn Tố, Phó Chủ tịch
- Phan Anh, Thư ký
- Nguyễn Xiển, Đại diện Bộ Nội vụ
- Lê Trần Đức, Kinh tế
- Hoàng Văn Đức, Canh nông
- Nguyễn Viên Hải, Y tế
- Trần Văn Phú, Tài chính
- Đào Duy Kỳ, Quốc gia Giáo dục
- Dương Đức Hiệp, Lao động
- Hoàng Đắc Thủy, Quốc phòng

Trong thời gian kháng chiến, bộ máy hành chính các cấp có nhiều biến đổi. Tổ chức đơn vị hành chính Khu và Liên khu. Thành lập các Ủy ban kháng chiến các cấp. Cấp Trung ương, thành lập Bộ Tổng Chỉ huy Quân đội quốc gia (1947), sau đổi là Bộ Tổng Tư lệnh (1948) rồi Bộ Quốc phòng Tổng Tư lệnh. Các cơ quan tư pháp cơ bản tổ chức theo cấp xét xử.
Ban đầu, Việt Nam Dân chủ Cộng hòa là chính thể của nước Việt Nam thống nhất, nhưng thực tế sau năm 1954 thì chỉ quản lý từ Vĩnh Linh trở ra. Sau năm 1954 nhà nước bắt đầu đặt ra các mục tiêu cải tạo xã hội chủ nghĩa.
Ngày 1 tháng 6 năm 1948 thành lập Ban Vận động Thi đua Ái quốc Trung ương, gồm:
- Phan Anh
- Nguyễn Văn Tạo
- Nghiêm Xuân Yêm
- Bồ Xuân Luật
- Nguyễn Xiển
- Tôn Đức Thắng
- Dương Đức Hiền
- Hoàng Quốc Việt
- Đỗ Đức Dục

Ngày 18-6-1949, Chủ tịch Hồ Chí Minh đã ra Sắc lệnh số 72/SL lập ra Hội đồng tu luật gồm có đại biểu Chính phủ, đại biểu đoàn thể nhân dân và đại diện Ban Thường trực Quốc hội do Bộ Tư pháp chủ trì. Từ năm 1950, Hội đồng tu luật đặt dưới sự chỉ đạo của Ban Thường trực Quốc hội.
Ban Thường trực Quốc hội và Chính phủ đã duy trì mối quan hệ trực tiếp với nhân dân và chính quyền các cấp ở địa phương. Tháng 9-1949, Ban Thường trực Quốc hội và Hội đồng Chính phủ đã tiếp và làm việc với đoàn đại biểu Ủy ban kháng chiến hành chính Nam Trung Bộ do Lê Đình Thám dẫn đầu ra báo cáo với Trung ương về tình hình kháng chiến ở địa phương.
Đầu tháng 10-1949, Ban Thường trực Quốc hội và Hội đồng Chính phủ làm việc với Đoàn đại biểu Nam Bộ, gồm các Ủy viên kháng chiến hành chính, các Ủy viên quân sự và đại biểu các đoàn thể quần chúng do Phạm Hùng dẫn đầu ra báo cáo với Chính phủ về tình hình kháng chiến của nhân dân Nam Bộ - "Thành đồng Tổ quốc".
Năm 1951, một phái đoàn của Chính phủ do Bộ trưởng Hoàng Minh Giám làm Trưởng đoàn và Trần Huy Liệu đại diện Ban Thường trực Quốc hội đã đi Liên khu Việt Bắc và một phái đoàn do Bộ trưởng Nguyễn Văn Huyên dẫn đầu cùng với Bộ trưởng Bồ Xuân Luật và Tôn Quang Phiệt, đại diện Ban Thường trực Quốc hội, đi Liên khu III và Liên khu IV để giải thích các chính sách của Chính phủ, đặc biệt là chính sách thuế nông nghiệp theo Sắc lệnh số 13/SL ngày 1-5-1951.